# Тараканівська сільська територіальна громада
Тараканівська сільська територіальна громада — об'єднана територіальна громада в Україні, в Дубенському районі Рівненської області. Адміністративний центр — село Тараканів.
Площа громади — 77,9 км², населення — 3417 мешканців (2018).
Утворена 21 жовтня 2016 року шляхом об'єднання Рачинської та Тараканівської сільських рад Дубенського району.
У теперішньо вигляді утворена 12 червня 2020 року шляхом об'єднання Плосківської, Птицької, Рачинської та Тараканівської сільських рад Дубенського району
19 липня 2020 року, в результаті адміністративно-територіальної реформи та ліквідації  Дубенського (1939—2020) району, громада увійшла до складу новоутвореного Дубенського району.
Офіційний портал громади

## Розташування
Громада розташована по обидва боки річки Іква, на Кременецько-Дубнівській рівнині, оточує місто Дубно з трьох боків (окрім півночі). Територією громади проходить траса Київ — Чоп.

## Населені пункти
До складу громади входять 18 сіл: Бірки, Великі Загірці, Дитиничі, Замчисько, Кам'яниця, Клюки, Малі Загірці, Микитичі, Нова Носовиця, Переросля, Підлужжя, Плоска, Птича, Рачин, Стара Носовиця, Судобичі, Тараканів, Турковичі.

## Старостинські округи
- Плосківський
- Птицький
- Рачинський[6]